# 巨蟹座DX
巨蟹座DX是一颗位于巨蟹座的红矮星，质量约为太阳的9％。它是一颗耀星，通过恒星表面色球层上大规模的耀斑爆发改变光度。
虽然巨蟹座DX离太阳只有11.8光年，是离太阳系第十八近的恒星系统，但是它的视星等只有14.81等，远低于肉眼可见的最低极限。巨蟹座DX是巨蟹座中离地球最近的恒星。